# Línea 3 del Metro de Shanghái
La línea 3 es una línea norte-sur de la red del Metro de Shanghái. A diferencia de la mayoría de las líneas en el sistema del Metro de Shanghái, la línea 3 está principalmente elevada. Va desde Calle Jiangyang Norte en el norte de la ciudad hasta Estación del Sur de Shanghái en el suroeste de la ciudad.

## Estaciones[1]
| Nombre de la estación Castellano | Nombre de la estación Hanzi | Transbordo                                  | Localización |
|                                  |                             |                                             |              |
| Estación del Sur de Shanghái     | 上海南站                    | Shanghái Sur                                | Xuhui        |
| Calle Shilong                    | 石龙路                      |                                             | Xuhui        |
| Calle Longcao                    | 龙漕路                      |                                             | Xuhui        |
| Calle Caoxi                      | 漕溪路                      |                                             | Xuhui        |
| Calle Yishan                     | 宜山路                      |                                             | Xuhui        |
| Calle Hongqiao                   | 虹桥路                      |                                             | Changning    |
| Calle Yan'an Oeste               | 延安西路                    |                                             | Changning    |
| Parque Zhongshan                 | 中山公园                    |                                             | Changning    |
| Calle Jinshajiang                | 金沙江路                    |                                             | Putuo        |
| Calle Caoyang                    | 曹杨路                      |                                             | Putuo        |
| Calle Zhenping                   | 镇坪路                      |                                             | Putuo        |
| Calle Zhongtan                   | 中潭路                      |                                             | Putuo        |
| Estación de Shanghái             | 上海火车站                  | * Shanghái * = transbordo fuera del sistema | Jing'an      |
| Calle Baoshan                    | 宝山路                      |                                             | Jing'an      |
| Calle Dongbaoxing                | 东宝兴路                    |                                             | Hongkou      |
| Estadio Hongkou                  | 虹口足球场                  |                                             | Hongkou      |
| Calle Chifeng                    | 赤峰路                      |                                             | Hongkou      |
| Dabaishu                         | 大柏树                      |                                             | Hongkou      |
| Villa Jiangwan                   | 江湾镇                      |                                             | Hongkou      |
| Calle Yingao Oeste               | 殷高西路                    |                                             | Baoshan      |
| Calle Changjiang Sur             | 长江南路                    |                                             | Baoshan      |
| Calle Songfa                     | 淞发路                      |                                             | Baoshan      |
| Zhanghuabang                     | 张华浜                      |                                             | Baoshan      |
| Calle Songbin                    | 淞滨路                      |                                             | Baoshan      |
| Calle Shuichan                   | 水产路                      |                                             | Baoshan      |
| Calle Baoyang                    | 宝杨路                      |                                             | Baoshan      |
| Calle Youyi                      | 友谊路                      |                                             | Baoshan      |
| Calle Tieli                      | 铁力路                      |                                             | Baoshan      |
| Calle Jiangyang Norte            | 江杨北路                    |                                             | Baoshan      |